# 갓 (균류학)

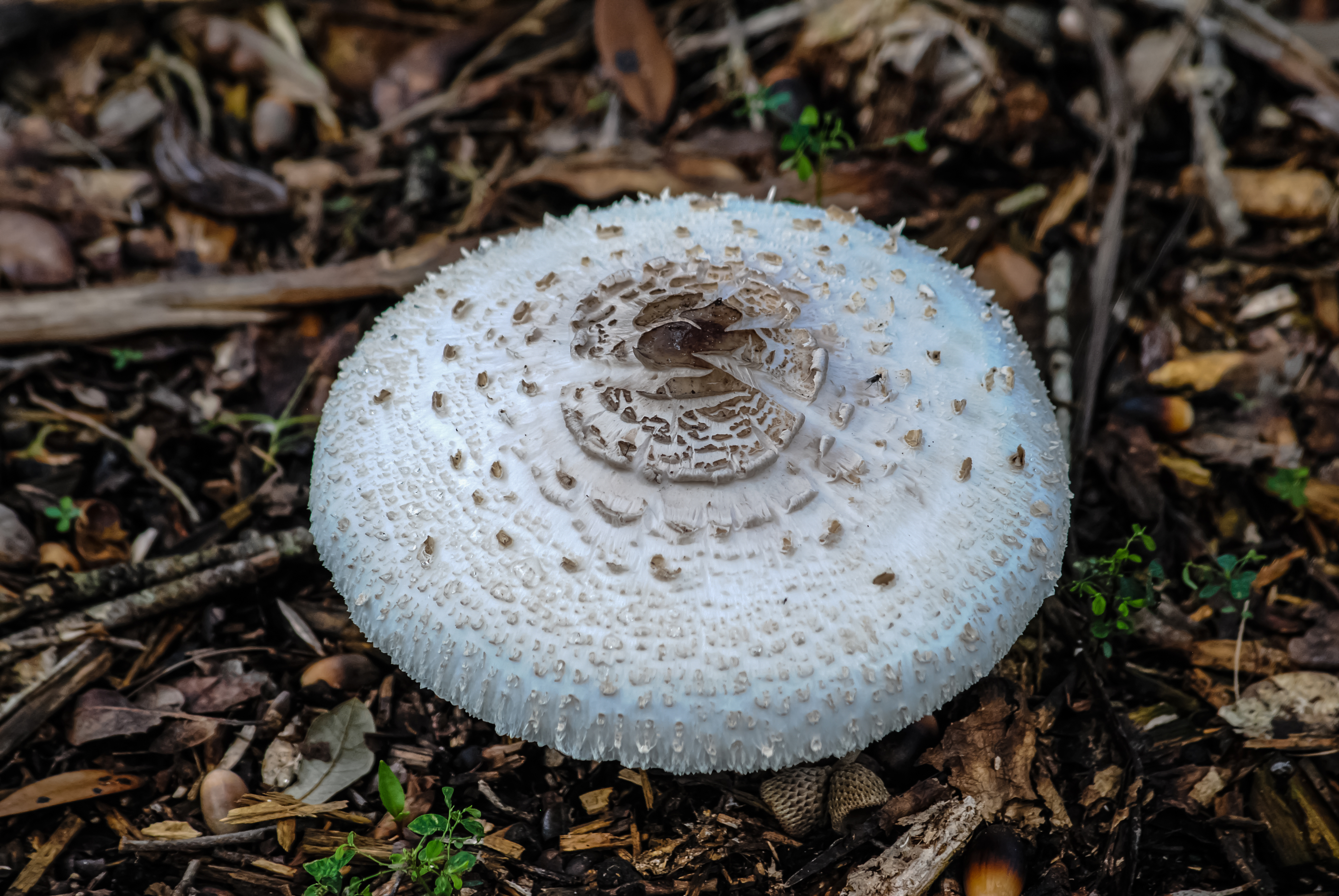
갓의 사진

갓 또는 균산(菌傘, pileus)은 포자가 있는 표면인 자실층을 지지하는 자실체 또는 자낭과(균계 자실체)의 뚜껑 또는 뚜껑 같은 부분에 대한 기술적 이름이다. 자실병(자실층탁, hymenophore)은 기둥 아래쪽에 있는 얇은판으로 구성될 수 있다. 갓은 일부 폴립, 이빨버섯 및 일부 자낭균의 특징이다.

## 분류
갓은 다양한 모양으로 형성될 수 있으며, 곰팡이의 발달 주기에 따라 모양이 바뀔 수 있다. 가장 친숙한 기둥 모양은 반구형 또는 볼록형이다. 볼록한 더미는 성숙해지면서 편평해질 때까지 계속 팽창하는 경우가 많다. 양송이, 다양한 광대버섯(Amanita) 종을 포함하여 많은 잘 알려진 종은 볼록한 기둥을 가지고 있다.
큰갓버섯과 같은 일부 버섯에는 뚜렷한 보스(boss) 또는 엄보(umbo)가 있으며 돌기물이 있는 것(umbonate)으로 설명된다. 엄보(umbo)는 캡 중앙에 있는 울퉁불퉁한 돌출부이다. 살구버섯과 같은 일부 곰팡이는 깔때기 모양이나 나팔 모양의 모양을 가지고 있다. 이 경우 더미는 누두형(infundibuliform)이라고 불린다.

Campanulate (bell-shaped)
Conical
Convex
Depressed
Flat
Infundibuliform
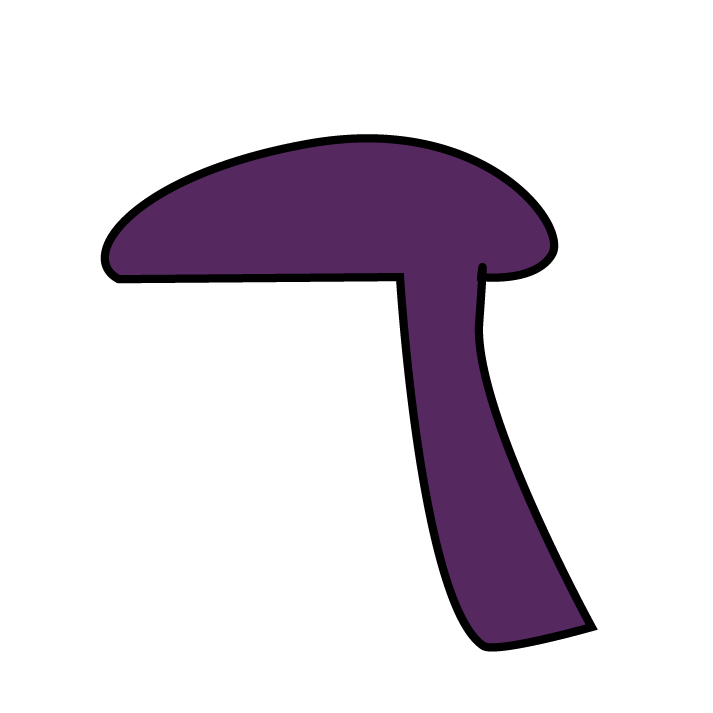
Offset
Ovate
Umbilicate
Umbonate